# Eucyon
Eucyon (griego: εὖ, eu: bueno, verdadero; κῠων, cyon : perro) es un género extinto de cánidos semiomnívoros parecidos a los actuales coyotes, que apareció por primera vez en América del Norte durante el Mioceno, viviendo de 10.03-03.06 Ma y existe desde hace aproximadamente un 6,7 millones de años. El género es notable porque se propone que su linaje dio lugar al género Canis.

## Taxonomía
Eucyon fue nombrado por Tedford y Qiu en 1996. Filéticamente se interponía entre Canis y los caninos sudamericanos que lo seguirían. En 2009, Tedford revisó su diagnóstico y describió dos de sus especies, E. skinneri y E. davisi, que originalmente fue nombrada Canis davisi por Merriam en 1911.

### Eucyon davisi
El chacal de tamaño Eucyon existió en América del Norte desde los 10 millones de años hasta el Plioceno temprano. Wang y Tedford propusieron que el género Canis era descendiente del Eucyon davisi, parecido al coyote, cuyos restos aparecieron por primera vez en el Mioceno en el suroeste de Estados Unidos y México. En el Plioceno (5 millones de YBP), el Canis lepophagus más grande apareció en la misma región y en el Pleistoceno temprano (1 millón de YBP) Canis latrans (el coyote) ya existía. Propusieron que la progresión desde Eucyon davisi a C. lepophagus para el coyote fue evolución lineal.

## Descripción
Un cánido mediano del tamaño de un chacal y que pesa alrededor de 15 kg.

## Distribución de fósiles
Los restos fósiles se encuentran en el Río Grande , Texas hasta el oeste de Oregón y la Formación Ringold de Washington, así como en el norte de Nebraska , junto con Grecia , Etiopía , Mongolia y muchos otros lugares del Viejo Mundo.